# Szinnai járás

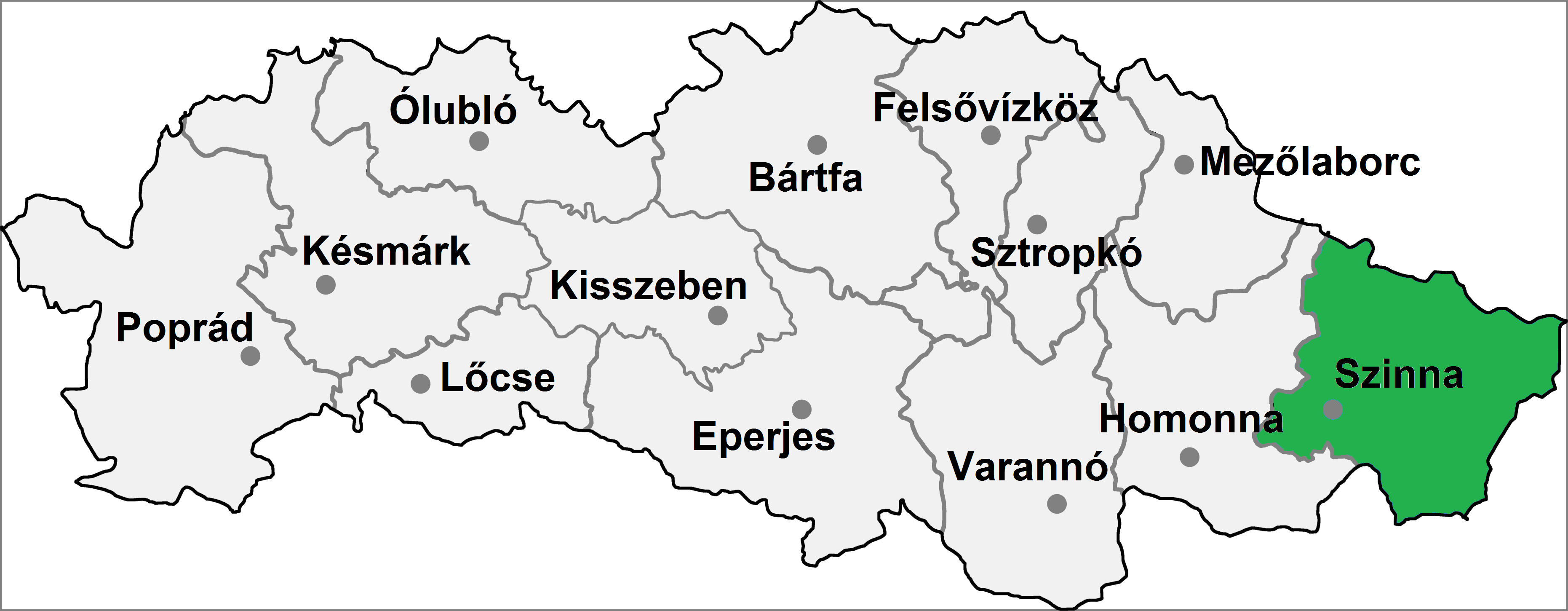
A Szinnai járás

A Szinnai járás (Okres Snina) Szlovákia Eperjesi kerületének közigazgatási egysége. Területe 805 km², lakosainak száma 38.129 (2011), székhelye Szinna (Snina). A járás területe teljes egészében az egykori Zemplén vármegye területe volt.

## Népessége
| Év:            | 1994.  | 2004.   | 2014.   | 2024.   |
| -------------- | ------ | ------- | ------- | ------- |
| Emberek száma: | 39 369 | 39 204  | 37 451  | 33 792  |
| Eltérés:       |        | -0,41 % | -4,47 % | -9,77 % |

| Év:            | 2023.  | 2024.   |
| -------------- | ------ | ------- |
| Emberek száma: | 34 071 | 33 792  |
| Eltérés:       |        | -0,81 % |

## A Szinnai járás települései
- Barkócháza (Ruská Volová)
- Berezóc (Brezovec)
- Cirókabéla (Belá nad Cirochou)
- Cirókahosszúmező (Dlhé nad Cirochou)
- Csukaháza (Čukalovce)
- Görbeszeg (Uličské Krivé)
- Harcos (Zboj)
- Jármos (Jalová)
- Józsefhámor (Zemplínske Hámre)
- Juhászlak (Runina)
- Juhos (Parihuzovce)
- Kálnarosztoka (Kalná Roztoka)
- Kelen (Klenová)
- Kisgereblyés (Hrabová Roztoka)
- Kispereszlő (Príslop)
- Kistölgyes (Dúbrava)
- Kiskolon (Kolonica)
- Kistopolya (Topoľa)
- Kismihály (Michajlov)
- Ladomér (Ladomirov)
- Méhesfalva (Pčoliné)
- Oroszpatak (Ruský Potok)
- Sugó (Šmigovec)
- Szinna (Snina)
- Szirtes (Strihovce)
- Takcsány (Stakčín)
- Telepóc (Osadné)
- Tüskés (Pichne)
- Ugar (Ubľa)
- Újszék (Nová Sedlica)
- Utcás (Ulič)
- Végaszó (Kolbasov)
- Vendégi (Hostovice)
- Zuhatag (Stakčínska Roztoka)